# Sebastapistes strongia
Sebastapistes strongia är en fiskart som först beskrevs av Cuvier 1829.  Sebastapistes strongia ingår i släktet Sebastapistes och familjen Scorpaenidae. Inga underarter finns listade i Catalogue of Life.